# Leôncio (general)
Leôncio (em grego: Λεόντιος; romaniz.: Leóntios; 610) foi um alto eunuco da corte do imperador Focas (r. 602–610) que atuou como general nos momentos iniciais da guerra bizantino-sassânida de 602-628. Após a morte em 604 de Germano durante os combates com os persas, Leôncio foi nomeado mestre dos soldados do Oriente e enviado para sitiar o general traidor Narses em Edessa. Narses escapou e em 605 Leôncio sofreu pesada derrota na mão do exército sassânida nas proximidades do rio Arzamo. Após tal evento foi reconvocado para Constantinopla e substituído pelo sobrinho de Focas, Domencíolo. Na capital, foi preso por Focas. Reaparece nas fontes em 610 como sacelário e possivelmente cubiculário. Quando a derrocada de Focas era eminente, diz-se que ajudou o imperador a lançar ao mar o conteúdo do tesouro imperial. Mais tarde, foi executado pelo imperador Heráclio (r. 610–641) junto com outros apoiantes de Focas.